# Apatelodes inviolata
Apatelodes inviolata is een vlinder uit de familie van de Apatelodidae. De wetenschappelijke naam van de soort is voor het eerst geldig gepubliceerd in 1911 door Paul Dognin.